# Ala (Zweden)
Ala is een plaats in Zweden, in de gemeente Laholm in het landschap Halland en de provincie Hallands län. De plaats heeft 86 inwoners (2005) en een oppervlakte van 26 hectare. De plaats wordt omsloten door landbouwgrond en een klein beetje bos. De stad Laholm ligt ongeveer anderhalf kilometer ten westen van het dorp.
Ala · Allarp · Edenberga · Genevad · Hasslöv · Hishult · Knäred · Laholm · Lilla Tjärby · Mellbystrand · Ränneslöv · Skottorp · Skummeslövsstrand · Vallberga · Våxtorp · Veinge · Ysby